# Star Wars: Droids
Star Wars: Droids är en kanadensisk-amerikansk animerad TV-serie som ursprungligen sändes i ABC under perioden 7 september 1985–7 juni 1986. Totalt gjordes 15 avsnitt.